# Angelita Lind
Angelita Lind Soliveras (* 13. Januar 1959 in Patillas) ist eine ehemalige Leichtathletin aus Puerto Rico, die auf den Mittelstreckenlauf spezialisiert war. Sie gewann zwischen 1978 und 1991 bei den Zentralamerika- und Karibikspielen sowie den Leichtathletik-Zentralamerika- und Karibikmeisterschaften mehrere Gold, Silber- und Bronzemedaillen und nahm auch an den Olympischen Sommerspielen 1984 in Los Angeles, den Weltmeisterschaften 1987 in Rom sowie mehrfach bei den Panamerikanischen Spielen teil.

## Sportliche Laufbahn
Lind gewann bei den Zentralamerika- und Karibikspielen 1982 und 1986 jeweils Gold im 1500-Meter-Lauf und Silber im 800-Meter-Lauf. In Erinnerung blieb insbesondere der 800-Meter-Lauf von Havanna 1982, weil sie in Führung liegend kurz vor der Ziellinie mit zwei Athletinnen aus Kuba kollidierte, alle drei stürzten, und somit der wahrscheinliche Sieg von Lind verhindert wurde.
Mit der 4-mal-400-Meter-Staffel gewann sie 1978 Bronze und 1986 Silber.
Bei den Zentralamerika- und Karibikmeisterschaften gewann sie zwischen 1979 und 1991 über 800 Meter insgesamt dreimal Gold, über 1500 Meter einmal Gold, dreimal Silber und einmal Bronze, und mit der 4-mal-400-Meter-Staffel ebenfalls einmal Bronze.
Bei den Olympischen Sommerspielen 1984 erreichte sie über 800 Meter das Halbfinale, schied aber mit einer Zeit von 2:03,27 min aus. In der 4-mal-400-Meter-Staffel schaffte sie zusammen mit den anderen Läuferinnen ihres Teams mit einer Zeit von 3:37,39 min die Qualifikation für den Endlauf. Weil sich die eigentlich für die Staffel gemeldete Madeline de Jesús beim Weitsprung verletzt hatte und nicht mehr fit fühlte, war stattdessen deren nicht für den olympischen Wettbewerb gemeldete Zwillingsschwester Margaret unter ihrem Namen angetreten. Dieser unzulässige Tausch wurde zunächst nicht bemerkt. Als der Cheftrainer Puerto Ricos von dem Betrugsversuch erfuhr, nahm er das gesamte Laufteam aus dem Wettbewerb, das somit nicht im Finale antrat. Lind wurde ebenso wie ihre Staffel-Kameradinnen Evelyn und Marie Mathieu für ein Jahr gesperrt.
Bei den Weltmeisterschaften 1987 in Rom startete sie über 800 Meter, schied mit einer Zeit von 2:04,59 min aber im Vorlauf aus. Bei drei Teilnahmen bei den Panamerikanischen Spiele (1979, 1983 und 1987) blieb sie ebenfalls ohne Medaille.

## Persönliche Bestleistungen
- 800 Meter: 2:01,31 min, 25. Juli 1984 in Walnut (Kalifornien), USA
- 1500 Meter: 4:16,68 min, 14. Juni 1985 in San Juan (Puerto Rico)
- 3000 Meter: 10:20,92 min, 6. September 1981 in Rom

## Ehrungen
Das Baseball-Stadion von Patillas ist nach Angelita Lind benannt.